# Sandra Klose
Sandra Klose (ur. 27 lipca 1974) – niemiecka kolarka górska, brązowa medalistka mistrzostw świata i dwukrotna medalistka mistrzostw Europy w maratonie MTB.

## Kariera
Największy sukces w karierze Sandra Klose osiągnęła w 2003 roku, kiedy zdobyła brązowy medal w maratonie MTB podczas mistrzostw świata w maratonie MTB w Lugano. W zawodach tych wyprzedziły ją jedynie dwie Polki: Maja Włoszczowska oraz Magdalena Sadłecka. Ponadto dwukrotnie zdobywała medale mistrzostw Europy: w 2003 roku zajęła trzecie miejsce, a w 2004 roku była druga za Blažą Klemenčič ze Słowenii. Nigdy nie zdobyła medalu na mistrzostwach świata w kolarstwie górskim. Nigdy też nie wystąpiła na igrzyskach olimpijskich.